# Ашуг-Гариб (опера)
«Ашуг-Гариб» (азерб. Aşıq Qərib) — первая опера азербайджанского композитора Зульфугара Гаджибекова, написанная в 1916 году по мотивам старинного одноимённого дастана. Впервые поставлена в Баку, в театре Гаджи Зейналабдина Тагиева.
Главную партию в опере, ашуга Гариба, исполняли такие актёры и певцы, как Гусейнкули Сарабский, Гусейнага Гаджибабабеков и другие. Роль возлюбленной Гариба, роль Шахсенем, в своё время играли Ахмед Бадалбейли, (более известный как Ахмед Агдамский), Рубаба Мурадова, Симузар Атамова и другие.

## Галерея

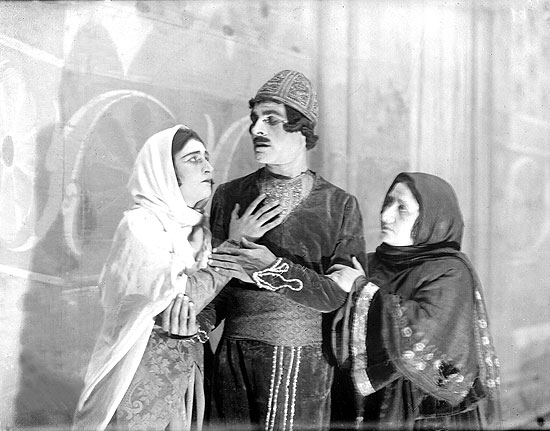
Сцена из оперы. 1928 год
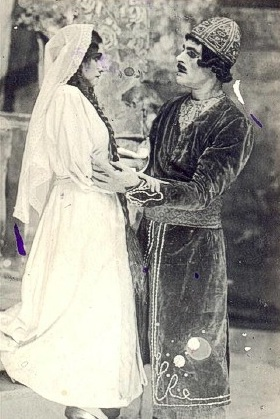
Сцена из оперы, Г. Сарабский в роли  Ашуг-Гариба
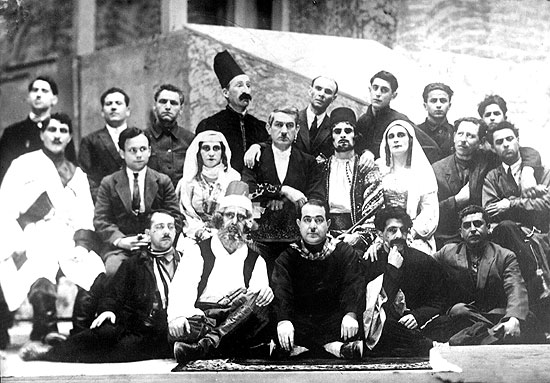
Актёры оперы «Ашуг-Гариб» Зульфугара Гаджибекова вместе с дирижёром Муслимом Магомаевым (сидит в центре) и режиссёром Аббас-Мирзой Шарифзаде (стоит позади него). 1928 год